# (14903) 1993 DF2
(14903) 1993 DF2 est un astéroïde de la ceinture principale d'astéroïdes découvert en 1993.

## Description
(14903) 1993 DF2 a été découvert le 25 février 1993 à Kushiro (Japon) par Seiji Ueda et Hiroshi Kaneda.

### Caractéristiques orbitales
L'orbite de cet astéroïde est caractérisée par un demi-grand axe de 2,25 UA, un périhélie de 2,12 UA, une excentricité de 0,06 et une inclinaison de 4,71° par rapport à l'écliptique. Du fait de ces caractéristiques, à savoir un demi-grand axe compris entre 2 et 3,2 UA et un périhélie supérieur à 1,666 UA, il est classé, selon la JPL Small-Body Database, comme objet de la ceinture principale d'astéroïdes.

### Caractéristiques physiques
(14903) 1993 DF2 a une magnitude absolue (H) de 14,7 et un albédo estimé à 0,254.